# 圣马尔谷共主教座堂
圣马尔谷共主教座堂  是天主教斯普利特-马卡尔斯卡总教区的共主教座堂，位于克罗地亚 斯普利特-达尔马提亚县马卡尔斯卡镇中心的 Andrija Kačić Miošić 广场。
该堂为巴洛克风格，1700年开始建造，一直未能完成。1756年祝圣。
其立面面向西南。入口右侧的祭台供奉主保圣人圣克勉圣髑，1725年从罗马运来。入口左侧的祭台供奉玫瑰圣母。左侧第二个祭台供奉十字架。
该堂曾在1962年大地震中严重受损。 